# Seznam dílů seriálu The Grand Tour
Toto je seznam dílů seriálu The Grand Tour.

## Přehled řad
| Řada | Díly | Premiéra na Prime Video | Premiéra na Prime Video | Premiéra na Prima Cool | Premiéra na Prima Cool |
| Řada | Díly | První díl               | Poslední díl            | První díl              | Poslední díl           |
| ---- | ---- | ----------------------- | ----------------------- | ---------------------- | ---------------------- |
| 1    | 13   | 18. listopadu 2016      | 3. února 2017           | 3. února 2025          | 17. března 2025        |
| 2    | 11   | 8. prosince 2017        | 16. února 2018          | 18. března 2025        | 22. dubna 2025         |
| 3    | 14   | 18. února 2019          | 12. dubna 2019          | 28. dubna 2025         | 1. července 2025       |
| 4    | 4    | 13. prosince 2019       | 17. prosince 2021       | 7. července 2025       | 15. července 2025      |
| 5    | 3    | 16. září 2022           | 16. února 2024          | bude oznámeno          | bude oznámeno          |
| 6    | 1    | 13. září 2024           | 13. září 2024           | bude oznámeno          | bude oznámeno          |

## Seznam dílů

### První řada (2016–2017)
| Č. v seriálu | Č. v řadě | Původní název                   | Český název                                                                                | Hlavní téma | Umístění stanu                      | Zvláštní hosté                                                                    | Premiéra na Prime Video | Premiéra na Prima Cool |
| ------------ | --------- | ------------------------------- | ------------------------------------------------------------------------------------------ | --- | ----------------------------------- | --------------------------------------------------------------------------------- | ----------------------- | ---------------------- |
| 1            | 1         | The Holy Trinity                | Svatá Trojice (Prime Video) Nejsvětější trojice (Prima Cool)                               | Porovnání hybridních superaut, tzv. „Svaté troji“ (McLaren P1, Porsche 918 Spyder, LaFerrari)                           | Rabbit Dry Lake, Kalifornie         | Jérôme d'Ambrosio, Armie Hammer, Jeremy Renner, Carol Vorderman, Hothouse Flowers | 18. listopadu 2016      | 3. února 2025          |
| 2            | 2         | Operation Desert Stumble        | Operace Pouštní klopýtnutí (Prime Video) Operace Pouštní zádrhel (Prima Cool)              | Trénink SAS, burnout | Johannesburg, Jihoafrická republika | Charlize Theronová                                                                | 25. listopadu 2016      | 4. února 2025          |
| 3            | 3         | Opera, Arts and Donuts          | Opera, umění a koblihy (Prime Video) Opera, umění a gumování (Prima Cool)                  | Grand tour severní Itálie (Rolls-Royce Dawn, Aston Martin DB11, Dodge Challenger SRT Hellcat), zničení Clarksonova domu | Whitby, Spojené království          | Simon Pegg                                                                        | 2. prosince 2016        | 10. února 2025         |
| 4            | 4         | Enviro-mental                   | Enviro-mentální                                                                            | Výroba eko-aut | Whitby, Spojené království          | Jimmy Carr                                                                        | 9. prosince 2016        | 11. února 2025         |
| 5            | 5         | Moroccan Roll                   | Marocká jízda (Prime Video) Marokánka (Prima Cool)                                         | Cesta s marockými roadstery (Mazda MX-5, Zenos E10S, Alfa Romeo 4C Spider), hra na bitevní lodě s auty                  | Rotterdam, Nizozemsko               | Golden Earring                                                                    | 16. prosince 2016       | 17. února 2025         |
| 6            | 6         | Happy Finnish Christmas         | Veselé finské Vánoce                                                                       | Rivalita mezi Fordem a Ferrari v Le Mans                                                                                | Saariselkä, Finsko                  | Bob Geldof                                                                        | 23. prosince 2016       | 18. února 2025         |
| 7            | 7         | The Beach (Buggy) Boys – Part 1 | Beach (Buggy) Boys (1. část) (Prime Video) Dobrodružství v Namibii – 1. část (Prima Cool)  | Důkaz, že buginy jsou dobrá vozidla                                                                                     | —                                   | —                                                                                 | 30. prosince 2016       | 24. února 2025         |
| 8            | 8         | The Beach (Buggy) Boys – Part 2 | Beach (Buggy) Boys (2. část) (Prime Video) Dobrodružství v Namibii - 2. část (Prima Cool)  | Důkaz, že buginy jsou dobrá vozidla                                                                                     | —                                   | —                                                                                 | 31. prosince 2016       | 25. února 2025         |
| 9            | 9         | Berks to the Future             | Tupci do budoucnosti (Prime Video) Blbci z budoucnosti (Prima Cool)                        | Vytvoření „pořádného“ SUV a postapokaliptických vozidel, zvláštní způsoby nabíjení                                      | Stuttgart, Německo                  | Nena                                                                              | 6. ledna 2017           | 3. března 2025         |
| 10           | 10        | Dumb Fight at the O.K. Coral    | Hloupý boj u O.K. Korálu (Prime Video) Souboj pitomců u O.K. korálu (Prima Cool)           | Záchrana korálových útesů v Barbadosu pomocí vraků aut                                                                  | Nashville, Tennessee                | Brian Johnson                                                                     | 13. ledna 2017          | 4. března 2025         |
| 11           | 11        | Italian Lessons                 | Italské lekce (Prime Video) Hodina italštiny (Prima Cool)                                  | Výzva s Maserati z druhé ruky challenge (Biturbo S Coupé, 430 Saloon, Zagato Spyder)                                    | Loch Ness, Spojené království       | Chris Hoy                                                                         | 20. ledna 2017          | 10. března 2025        |
| 12           | 12        | [censored] to [censored]        | (cenzurováno) do (cenzurováno) (Prime Video) Z (cenzurováno) do (cenzurováno) (Prima Cool) | Výlet podél „Romantické cesty“ v britských SUV (Bentley Bentayga, Range Rover, Jaguar F-Pace)                           | Loch Ness, Spojené království       | Tim Burton                                                                        | 27. ledna 2017          | 11. března 2025        |
| 13           | 13        | Past v Future                   | Minulost versus budoucnost                                                                 | Porsche 918 Spyder vs. Bugatti Veyron, Hammond se učí driftovat                                                         | Dubaj, Spojené arabské emiráty      | Roger Daltrey, Wilko Johnson, Daniel Ricciardo                                    | 3. února 2017           | 17. března 2025        |

### Druhá řada (2017–2018)
| Č. v seriálu | Č. v řadě | Původní název               | Český název                                                                                           | Hlavní téma | Zvláštní hosté                            | Premiéra na Prime Video | Premiéra na Prima Cool |
| ------------ | --------- | --------------------------- | --- | --- | ----------------------------------------- | ----------------------- | ---------------------- |
| 14           | 1         | Past, Present or Future     | Minulost, přítomnost nebo budoucnost (Prime Video) Minulost, současnost, nebo budoucnost (Prima Cool) | Nejlepší druh pohonu – Lamborghini Aventador S, Honda NSX, Rimac Concept One                                                       | David Hasselhoff, Ricky Wilson            | 8. prosince 2017        | 18. března 2025        |
| 15           | 2         | The Falls Guys              | Cesta k vodopádům (Prime Video) (Vodo)pády (Prima Cool)                                               | Souboj veřejné dopravy a Fordu GT z New Yorku na Niagarské vodopády                                                                | Kevin Pietersen, Brian Wilson             | 15. prosince 2017       | 24. března 2025        |
| 16           | 3         | Bah Humbug-atti             | Humbuk s Bugatti (Prime Video) Humbuk-atti (Prima Cool)                                               | Motoristický sport během pauzy na oběd                                                                                             | Hugh Bonneville, Casey Anderson           | 22. prosince 2017       | 25. března 2025        |
| 17           | 4         | Unscripted                  | Bez scénáře                                                                                           | Epizoda bez scénáře v autech Audi TT RS, Ariel Nomad, Lada Riva                                                                    | Michael Ball, Alfie Boe                   | 29. prosince 2017       | 31. března 2025        |
| 18           | 5         | Up, down and round the farm | Okolo farmy cestička (Prime Video) Nahoru, dolů a kolem farmy (Prima Cool)                            | „Farmkhana“ film | Bill Bailey, Dominic Cooper, Mark Higgins | 5. ledna 2018           | 1. dubna 2025          |
| 19           | 6         | Jaaaaaaaags                 | Jaaaaaaaaguary (Prime Video) Jaguáři (Prima Cool)                                                     | Výlet s Jaguáry z druhé ruky po Coloradu (XJR, XK8 convertible, 420G, XJ6, XJ-S)                                                   | Luke Evans, Kiefer Sutherland             | 12. ledna 2018          | 7. dubna 2025          |
| 20           | 7         | It's a gas, gas, gas        | Pod plynem (Prime Video) Benzín, benzín, benzín (Prima Cool)                                          | Rally rivalita mezi Audi a Lancia a tankování za jízdy                                                                             | Anthony Joshua, Bill Goldberg             | 19. ledna 2018          | 8. dubna 2025          |
| 21           | 8         | Blasts from the past        | Záblesky minulosti (Prime Video) Pecky z minulosti (Prima Cool)                                       | Modernizovaná klasická auta vs. moderní auta (Jaguar XKSS, Aston Martin DB4 GT, Honda Civic Type R)                                | Stewart Copeland, Nick Mason              | 26. ledna 2018          | 14. dubna 2025         |
| 22           | 9         | Breaking, badly             | Neúspěšně nemorální (Prime Video) Nepovedený rekord (Prima Cool)                                      | Pokus o rychlostní rekord obojživelného vozidla                                                                                    | Dynamo, Penn & Teller                     | 2. února 2018           | 15. dubna 2025         |
| 23           | 10        | Oh, Canada                  | Ó, Kanada                                                                                             | Zbytečnost malých SUV (Alfa Romeo Stelvio Quadrifoglio, Range Rover Velar P380, Porsche Macan Turbo Performance, Ford F150 Raptor) | Rory McIlroy, Paris Hilton                | 9. února 2018           | 21. dubna 2025         |
| 24           | 11        | Feed the world              | Nakrmte svět (Prime Video) Jak nakrmit svět (Prima Cool)                                              | Dodávka ryb do odlehlé vesnice v Mosambiku (Mercedes-Benz 200T, Nissan Hardbody, TVS Star)                                         | —                                         | 16. února 2018          | 22. dubna 2025         |

### Třetí řada (2019)
| Č. v seriálu | Č. v řadě | Původní název                             | Český název                                                                                            | Hlavní téma | Premiéra na Prime Video | Premiéra na Prima Cool |
| ------------ | --------- | ----------------------------------------- | --- | --- | ----------------------- | ---------------------- |
| 25           | 1         | Motown Funk                               | Zděšení v Městě motorů                                                                                 | Silná auta v „Motorovém městě“ (Ford Mustang RTR Spec 3, Hennessey Exorcist, Dodge Challenger SRT Demon)                         | 18. ledna 2019          | 28. dubna 2025         |
| 26           | 2         | Colombia Special – Part 1                 | Kolumbijský speciál, část první (Prime Video) Kolumbijský speciál 1/2 (Prima Cool)                     | Fotografování divočiny Kolumbie ve vozidlech Fiat Panda 4x4 Sisley, Jeep Wrangler, Chevrolet K2500                               | 25. ledna 2019          | 29. dubna 2025         |
| 27           | 3         | Colombia Special – Part 2                 | Kolumbijský speciál, část druhá (Prime Video) Kolumbijský speciál 2/2 (Prima Cool)                     | Fotografování divočiny Kolumbie ve vozidlech Fiat Panda 4x4 Sisley, Jeep Wrangler, Chevrolet K2500                               | 26. ledna 2019          | 5. května 2025         |
| 28           | 4         | Pick Up, Put Downs                        | Brát či nebrat pick-upy? (Prime Video) Nalož a jeď (Prima Cool)                                        | Nejlepší evropské pick-upy do zemí třetího světa (Mercedes-Benz X250d, Ford Ranger, Volkswagen Amarok)                           | 1. února 2019           | 6. května 2025         |
| 29           | 5         | An Itchy Urus                             | Neposedný Urus (Prime Video) Trochu bláznivý Urus (Prima Cool)                                         | Pocta Jimu Clarkovi | 8. února 2019           | 12. května 2025        |
| 30           | 6         | Chinese Food for Thought                  | Něco čínského k zamyšlení (Prime Video) Myšlenky nad čínským jídlem (Prima Cool)                       | Luxusní auta z druhé ruky (Hongqi L5, Mercedes–Benz S600, Cadillac STS, BMW 750Li)                                               | 15. února 2019          | 13. května 2025        |
| 31           | 7         | Well Aged Scotch                          | Doušek lahodné skotské (Prime Video) Dobře uzrálá skotská (Prima Cool)                                 | Výlet po Skotsku ve vzácných italských klasikách (Alfa Romeo GTV6, Lancia Gamma Coupe, Fiat X1/9)                                | 22. února 2019          | 19. května 2025        |
| 32           | 8         | International Buffoons' Vacation          | Bláznivá motodovolená (Prime Video) Tři kašpaři na výletě (Prima Cool)                                 | Stavba obytných vozů pro americké prázdniny (National RV Tropi-Cal 6350, Fleetwood Pace Arrow, International Harvester S series) | 1. března 2019          | 20. května 2025        |
| 33           | 9         | Aston, Astronauts and Angelina's Children | Aston, astronauti a děti Angeliny Jolie (Prime Video) Aston, astronauti a Angelininy děti (Prima Cool) | Historie aut astronautů | 8. března 2019          | 26. května 2025        |
| 34           | 10        | The Youth Vote                            | Mládí vpřed! (Prime Video) Co chtějí mladí (Prima Cool)                                                | Nejlepší hot hatchů pro mileniály (Volkswagen Polo GTI, Ford Fiesta ST, Toyota Yaris GRMN)                                       | 15. března 2019         | 27. května 2025        |
| 35           | 11        | Sea to Unsalty Sea                        | Výprava ke sladkému moři (Prime Video) Od moře k neslanému moři (Prima Cool)                           | Grand tour od Černého moře ke Kaspickému (Aston Martin DBS Superleggera, Bentley Continental, BMW M850i)                         | 22. března 2019         | 2. června 2025         |
| 36           | 12        | Legends and Luggage                       | Legendy a zavazadla                                                                                    | Narozeninová pocta Porsche 917, zrychlení cesty letištěm                                                                         | 29. března 2019         | 3. června 2025         |
| 37           | 13        | Survival of the Fattest                   | Přežijí ti nejtlustší (Prime Video) Přežijí ti nejtučnější (Prima Cool)                                | Cesta s ručně postaveným autem přes Mongolsko (ručně postavené auto s jménem John)                                               | 5. dubna 2019           | 30. června 2025        |
| 38           | 14        | Funeral for a Ford                        | Funus pro Forda (Prime Video) Pohřeb Fordu (Prima Cool)                                                | Pocta Fordům střední velikosti (Ford Cortina, Ford Sierra, Ford Mondeo)                                                          | 12. dubna 2019          | 1. července 2025       |

### Čtvrtá řada (2019–2021)
| Č. v seriálu | Č. v řadě | Původní název   | Český název                                                | Hlavní téma | Premiéra na Prime Video | Premiéra na Prima Cool |
| ------------ | --------- | --------------- | ---------------------------------------------------------- | --- | ----------------------- | ---------------------- |
| 39           | 1         | Seamen          | Námořníci                                                  | Cesta na lodích na řece Mekong (Scarab Thunder, PBR (replika), 1939 Wooden Cruiser) | 13. prosince 2019       | 7. července 2025       |
| 40           | 2         | A Massive Hunt  | Velký lov (Prime Video) Honba za pokladem (Prima Cool)     | Cestování na Réunionu a Madagaskaru v modifikovaných autech (Bentley Continental GT V8, Ford Focus RS, Caterham 7 310R) | 7. prosince 2020        | 8. července 2025       |
| 41           | 3         | Lochdown        | Lochdown (Prime Video) Skotačení (Prima Cool)              | Cesta přes krajinu Skotska v amerických autech (Lincoln Continental Mark V, Buick Riviera, Cadillac Coupe de Ville, Chrysler Voyager, Chrysler PT Cruiser, Pontiac Aztek, Ford Shelby Mustang GT500, Chevrolet Camaro Z/28, Dodge Charger R/T) | 30. července 2021       | 14. července 2025      |
| 42           | 4         | Carnage A Trois | Carnage a Trois (Prime Video) Masakr ve třech (Prima Cool) | Cesta Anglií a Walesem ve francouzských autech (Citroën CX Safari, Matra Murena, Renault Avantime, Citroën Berlingo, Renault Scénic, Peugeot 407, Citroën SM)                                                                                  | 17. prosince 2021       | 15. července 2025      |

### Pátá řada (2022–2024)
| Č. v seriálu | Č. v řadě | Původní název  | Český název      | Hlavní téma | Premiéra na Prime Video | Premiéra na Prima Cool |
| ------------ | --------- | -------------- | ---------------- | --- | ----------------------- | ---------------------- |
| 43           | 1         | A Scandi Flick | Skandi-film      | Cesta napříč skandinávií (Subaru Impreza WRX STI, Mitsubishi Lancer Evolution VIII, Audi RS4)                                                                        | 16. září 2022           | bude oznámeno          |
| 44           | 2         | Eurocrash      | Eurocrash        | Cestování střední Evropou v autech Chevrolet SSR, Mitsuoka Le-Seyde, Crosley CC Convertible, Ford Popular Hot Rod, Škoda 1100 OHC, Praga Bohema, Klein Vision AirCar | 16. června 2023         | bude oznámeno          |
| 45           | 3         | Sand Job       | Dovádění v písku | Cesta Mauritánií a Senegalem, přes trasu Rallye Dakar s levnými luxusními auty Maserati GranCabrio, Aston Martin DB9 Volante a Jaguar F-Type                         | 16. února 2024          | bude oznámeno          |

### Šestá řada (2024)
| Č. v seriálu | Č. v řadě | Původní název    | Český název    | Hlavní téma                                                                                            | Premiéra na Prime Video | Premiéra na Prima Cool |
| ------------ | --------- | ---------------- | -------------- | --- | ----------------------- | ---------------------- |
| 46           | 1         | One For The Road | Jedna na cestu | Cesta přes Zimbabwe v autech, které trio vždy chtělo (Triumph Stag, Ford Capri GXL, Lancia Montecarlo) | 13. září 2024           | bude oznámeno          |